# Elk Falls (Kansas)
Pour les articles homonymes, voir Elk Falls.
Elk Falls est une ville américaine située dans le comté d'Elk, au Kansas. Selon le recensement de 2010, sa population est de 107 habitants.